# Carl Pauli (Philologe)

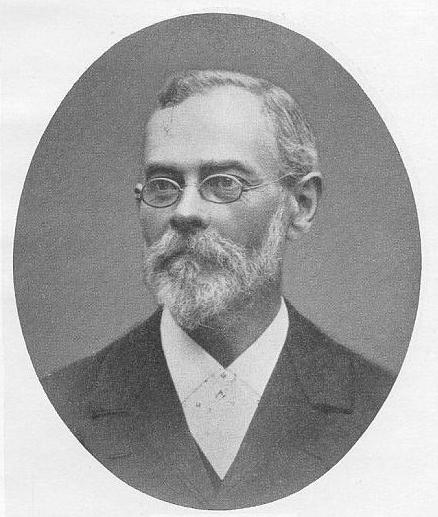
Carl Pauli

Carl Eugen Pauli (* 14. Oktober 1839 in Barth; † 7. August 1901 in Lugano, Schweiz) war ein deutscher Gymnasiallehrer, Sprachwissenschaftler und bedeutender Erforscher der etruskischen Sprache.

## Leben
Carl Pauli bestand das Abitur 1858 am Pädagogium Putbus und studierte Philologie an den Universitäten in Erlangen und Greifswald. Dort wurde er Mitglied der Greifswalder Burschenschaft Rugia. Seit 1861 war er Hilfslehrer an der Friedrich-Wilhelm-Schule in Stettin und wurde im Mai 1862 an der Universität Greifswald zum Dr. phil. mit einer Arbeit „Über die deutschen verba prä-teritopräsentia“ promoviert.
Nach der Lehramtsprüfung (Deutsch, Griechisch, Latein, Französisch, Mathematik) 1863 an der Universität Greifswald war er weiterhin als Lehrer an der Friedrich-Wilhelm-Schule in Stettin tätig. Ostern 1867 wechselte er an die höhere Bürgerschule in Lauenburg/Pommern und April 1869 an die höhere Bürgerschule Hannoversch-Münden. Ostern 1873 wurde er zum Oberlehrer an der Realschule Hannover ernannt und im Oktober 1876 zum Rektor des Realgymnasiums in Uelzen. Dieses Amt legte er Ostern 1884 nieder.
Im Sommer 1884 begann er seine Habilitationsarbeit in Berlin, die er 1885 als Privatdozent in Leipzig abschloss. Danach war er 1886 Vorsteher eines Knabenpensionats und Lehrer am Teichmannschen Erziehungsinstitut in Leipzig. Anfang 1893 wurde er Gymnasialprofessor für Lateinisch und Griechisch am Lyzeum (Liceo) zu Lugano im Kanton Tessin, Schweiz. 1898 gab er seine Anstellung wegen einer Herzkrankheit auf. 1901 erkrankte er an Leukämie und perniziöser Anämie und starb kurz darauf.
Um 1875 begann Pauli seine etruskischen Sprachstudien, die er konsequent auch in Italien anlässlich vierer Italienreisen (1885, 1889, 1896, 1898) fortsetzte. Im Auftrag der Preußischen Akademie der Wissenschaften Berlin gab er seit 1890 das Corpus Inscriptionum Etruscarum heraus. Für die Bände 3 bis 6 schrieb er zahlreiche Artikel zu etruskischen Gottheiten für Roschers Ausführliches Lexikon der griechischen und römischen Mythologie.
Carl Pauli gilt als einer der Ersten, die sich mit dem Problem der Einordnung bzw. verwandtschaftlichen Beziehungen der kaukasischen Sprachen (1886) beschäftigte.
Pauli war Mitglied der „Société de linguistique de Paris“ in (1883) und Ehrenmitglied der Akademie „La nuova Fenice“ in Orvieto (1889).

## Familie
Carl Pauli war seit dem 5. September 1870 mit Anna Isecke verheiratet. Ihre Kinder waren: Karl (* 1872), Nanna (1881–1951), Leiterin der Reichshebammenschaft, und Paul (* 1883) sowie ein weiterer Sohn und eine weitere Tochter, die jeweils kurz nach der Geburt verstarben. Der Reichsgesundheitsführer Leonardo Conti (1900–1945) war Paulis Enkel.

## Schriften
- Geschichte der lateinischen Verba auf uo. Stettin 1865.
- Über die Benennung der Körpertheile bei den Indogermanen. Stettin 1867.
- Die Benennung der Löwen bei den Indogermanen. Münden 1873.
- Etruskische Studien:

1. Über die Bedeutung der etruskischen Wörter etera, lautn'eteri und lautni. 1879.
2. Über die etruskischen Formen arnthial und larthial. 1880.
3. Die Besitz-, Widmungs- und Grabformeln des Etruskischen. 1880.
4. Noch einmal die lautni- und etera - Frage. 1881.
5. Die etruskischen Zahlwörter. 1882.

- Das sogenannte Weihgedicht von Corfinium und die Sprache der Päligner. In: Altitalische Studien. Heft 5, 1887.
- Corpus inscriptionum etruscarum. Leipzig 1893–1902.
- Die Urvölker der Apenninenhalbinsel. In: Helmolt: Weltgeschichte. Bd. 5. 1900.
- Sind die Ligurer Indogermanen? In: Beilage zur Allgemeinen Zeitung München. Nr. 157, 1900, S. 1–6.
- Die Pelasgerfrage. In: Beilage zur Allgemeinen Zeitung München. Nr. 84, 25. April 1901, S. 1–5.